# El Cazador
El Cazador (яп. エル・カザド Эру кадзадо), полное название — «El Cazador de la Bruja» (с исп. — «Охотник на ведьму»), — аниме-сериал авторства Коити Масимо и студии Bee Train, транслировавшийся по телеканалу TV Tokyo в 2007 году. Сериал стал духовным наследником «Noir» и «Madlax» и завершающей частью трилогии «girls-with-guns» (с англ. — «девушки с пистолетами»). Незадолго до начала трансляции свет увидели первые в истории студии манга- и радио-адаптации её самостоятельной работы. Сериал никак не связан с одноимёнными фильмом и комиксом, вышедшими в 1991 и 2003 годах соответственно.

## Сюжет
Главная героиня сериала и испытатель проекта «Левиафан» Эллис подозревается в убийстве доктора Генриха «Хайнца» Шнайдера, одного из участников проекта. В начале сериала Эллис жила со старой гадалкой и слушалась её советов о местонахождении «Виньяй Марка» (место, где раньше жили ведьмы), веря, что там она найдёт ответы на вопросы о её прошлом (в том числе и об убийстве её учителя). Вскоре она встречает охотника за головами Нади, которая сначала хотела сдать Эллис правительству за 100000000 долларов, но узнав цель Эллис, обещает ей помочь дойти до «Виньяй Марка» и защитить её любой ценой. Вскоре Нади и Эллис встречают охотника за головами Рикардо и его подопечную Лирио. На протяжении всего сериала за Эллис охотятся федералы под командованием Джоди Хайвард по прозвищу Синеглазка, но при помощи Нади и Рикардо Эллис скрывается от Синеглазки. После на них охотится андроид Эл Эй, созданный Дугласом Розенбергом, который тоже был испытателем в проекте «Левиафан», но Рикардо убивает его. Дойдя до «Виньяй Марка», Эллис узнает правду о смерти доктора Генриха «Хайнца» Шнайдера: его убил Дуглас Розенберг, чтобы тот не выдал информацию о проекте правительству. Эллис попадает в ловушку Розенберга, поставленную с целью убить Нади, так как она для Эллис — самый дорогой и любимый человек, которым раньше был для неё Генрих Шнайдер. Чтобы спасти Нади, Эллис просит убить её и признаётся ей, что любит её. Нади в печали стреляет в Эллис и сама падает замертво, сказав, что всегда будет рядом с ней. Не успевшие прийти вовремя Рикардо, Джоди и Лирио видят мёртвых Эллис и Нади. Но Джоди вспоминает, что она — потомок ведьм и оживляет Эллис и Нади при помощи своего амулета и мысли о том, что они для неё самые дорогие люди. Ожившие девушки догоняют и вместе убивают Розенберга. После смерти Розенберга Эллис и Нади решают вернуться к обычной жизни.
В отличие от предыдущих двух частей трилогии, сюжет которых развивался, в основном, на территории Европы и Азии, география «El Cazador» ограничивается латиноамериканскими странами и, в меньшей степени, США и Канадой, а стиль произведения, по словам Коити Масимо, должен напоминать спагетти-вестерны Серджо Леоне и фильм «Отчаянный». Встреча двух героинь происходит в небольшом мексиканском городе, но потом они направятся на юг в поисках «Розы Инков» (яп. インカローズの原石 инкародзу но гэнсэки) — связанного с судьбой Эллис драгоценного камня — и «вечного города Виньяй Марка» (кечуа Wiñay Marka, исп. Huiñaymarca, яп. ウイニャイマルカ уйняимарука), по легенде опустившегося на дно озера Титикака.

## Персонажи
Нади (яп. ナディ) — молодая оптимистичная охотница за головами. Отличный стрелок, вооружена кольтом М1911. О прошлом Нади известно немного за исключением того, что она единственная выжившая в семье после пожара. Работая на Хайвард, Нади сопровождает Эллис, за поимку которой объявлена очень большая награда. Имеет привычку предоставлять своей жертве последнее слово. Раздражительна, часто быстро выходит из себя, но к защите Эллис подходит со всей ответственностью. Старается радовать Эллис и мириться с её странностями. Постепенно девушки становятся неразлучными подругами, и когда Синеглазка разрывает контракт с Нади, требуя оставить Эллис, она получает жёсткий отказ. Эл Эй опасается чрезмерного сближения охотницы за головами с «его Эллис», заставляет служителей правопорядка посадить Нади в тюрьму, где пытается её убить, но на этот раз Эллис спасает подругу. Добравшись до заветного «вечного города», Нади помогает Эллис добиться ответов от Розенберга ценой принесения себя на алтарь, пробуждающий истинную силу ведьмы. Эллис умоляет Нади прервать процесс жертвоприношения, что возможно лишь путём её убийства. На предложение произнести последнее слово отвечает: «Я люблю тебя, Нади». Синеглазка находит обеих девушек мёртвыми. Её силы ведьмы пробуждаются не без помощи впервые заговорившей Лирио, позволяя воскресить Эллис, которая, в свою очередь, воскрешает Нади и убивает Розенберга. В последней серии Нади и Эллис работают в магазине у пожилой пары, скрывая своё прошлое. Маленький мальчик зовёт бывшую охотницу за головами «пацанкой», в неё влюблён молодой человек по имени Педро, которому, впрочем, сама Нади советует жениться на Эллис. Девушке не хотелось больше пользоваться пистолетом, но пришлось защищаться от привета из прошлого в лице разжиревших охотников за головами. Хозяева магазина предлагают Нади и Эллис остаться в их городе, обещая помочь с деньгами на жильё. Нади плачет и готова с благодарностью согласиться, но Эллис отказывается, потому что ей нравится «блеск в глазах» подруги, который бывает только в бесконечной дороге. Имя Nadie по-испански означает «никто».
Сэйю: Сидзука Ито
Эллис (яп. エリス) — девушка, объявленная в розыск по подозрению в убийстве профессора Шнайдера. Полагаясь на смутные воспоминания о своём прошлом и совет старой гадалки, Эллис отправляется на юг в поисках своей родины и правды об этом убийстве. Она имеет «ведьмины гены», но связанные с ними сверхъестественные способности проявляются в урезанном объёме, и контролировать их Эллис не может. Нечеловеческая сила, временная левитация и изменение температуры физических объектов — практически полный список её исходных возможностей, на самом деле практически безграничных. Эллис всегда говорит то, что у неё на уме и порой совершает забавные для окружающих поступки. Симпатизирует Нади и беспрекословно подчиняется ей. Испытывает чувство вины из-за убийства профессора, которого, как выясняется впоследствии, не совершала. Эллис — плод трудов Розенберга, передавшего её профессору для опытов. Хайнц вырастил Эллис как обычную девочку, та привязалась к профессору и полюбила его. Прибыв в «Виньяй Марка», получает колоссальную магическую силу, но при попытке Розенберга принести Нади в жертву начинает терять воспоминания о времени, проведённом с ней. Эллис «заказывает» себя Нади и уговаривает последнюю нажать на курок. Воскрешена Синеглазкой, её силы пробуждаются полностью и теперь поддаются контролю. Призрак профессора благодарит свою воспитанницу. После раскрытия преступления отказывается от мирной жизни и продолжает путешествовать с Нади.
Сэйю: Ай Симидзу
Джоди Хайвард («Синеглазка») (яп. ジョディ・ヘイワード (ブルーアイズ)) — потомок ведьм, числится бухгалтером в ЦРУ, имеет отношение к некой таинственной организации. В первой части сериала следит за Розенбергом и стремится собрать как можно больше сведений о проекте «Левиафан». После раскрытия истинной природы проекта приступает к непосредственному противостоянию планам Розенберга. С этого момента известна исключительно под кодовым именем Синеглазка. Впрочем, нет достоверных сведений, является ли Джоди Хайвард её настоящим именем или только элементом маскировки. Синеглазка наняла Нади для охраны Эллис. В конце сериала не только получила искомую силу своих предков, но и стала главным менеджером сети ресторанов «Amigo TACOS».
Сэйю: Ая Хисакава
Дуглас Розенберг (яп. ダグラス・ローゼンバーグ) — проницательный агент ЦРУ и основной исполнитель проекта «Левиафан», заключающегося в истреблении уцелевших ведьм, главный антагонист. Командует внушительным подразделением вооружённых сил, чем воспользовался в борьбе с Нади и Эллис. Нанял Рикардо следить за девушками, а также подчинить Эл Эй, когда тот вышел из-под контроля. Истинные намерения и мотивы Дугласа остаются загадкой для всех. Складывается впечатление, что он всегда на шаг впереди потенциальных соперников. Именно Розенберг убил профессора Шнайдера. Он контролировал Эл Эй и дал ему способность чувствовать. Признаётся в своих чувствах к Эллис перед тем, как та его отвергает. Его последние слова: «Я завидую тебе, Эллис».
Сэйю: Кэнта Миякэ
Генрих «Хайнц» Шнайдер (яп. ハインリク "ハインツ" シュナイダ) — доктор физических наук, профессор. Немецкий иммигрант, не имевший семьи и живший за счёт своих исследований. Высказал гипотезу, что молекулами действительно можно управлять по принципу демона Максвелла (что прекрасно удаётся Эллис). Теория была отвергнута научным сообществом. Генрих играл ключевую роль в разработке проекта «Левиафан» и отвечал за изучение Эллис, пока она была маленькой. В воспоминаниях Эллис профессор предстаёт снисходительным и добрым. Хотел бежать вместе с девочкой от Розенберга, но был убит при неизвестных обстоятельствах, главная подозреваемая — Эллис.
Сэйю: Синъитиро Мики
Эл Эй (L.A.) (яп. エル・エ) — таинственный молодой человек, влюблённый в Эллис и одержимый идеей, что должен быть с ней. Как и Эллис, является формой жизни, созданной человеком. Эл Эй постоянно следит за ней и указывает путь к «Виньяй Марка». Не обладая истинными ведьмиными способностями, присущими только ведьмам-женщинам, компенсирует это сверхчеловеческой ловкостью и физической силой. Ненавидит людей. В качестве оружия использует металлические нити.
Сэйю: Мамору Мияно
Рикардо (яп. リカルド) — охотник за головами, нанятый Дугласом Розенбергом. Во второй половине сериала переходит на сторону Нади и Эллис. Сотрудничая с ними, стремится расстроить планы Розенберга по захвату Эллис. Странствует по миру с маленькой девочкой по имени Лирио, которая, по-видимому, не приходится ему родственницей. Готов защищать её любой ценой. Немногословен, перед убийством неприятеля произносит: «Выпьем в аду, амиго».
Сэйю: Фумихико Татики
Лирио (яп. リリオ) — ещё менее разговорчивая спутница Рикардо. Путешествует с ним как дочь, но её реальное происхождение неизвестно. Сильно привязывается к Нади и Эллис. Судя по всему, обладает некой связью с ведьмами, поскольку помогает Синеглазке раскрыть её истинные возможности.
Сэйю: Марина Иноэ

## Музыка
Музыку к сериалу написала известная Юки Кадзиура, работавшая и над предыдущими частями трилогии. В ноябре 2006 года Кадзиура на 10 дней ездила в Перу, возможно, в поисках вдохновения для нового проекта. «El Cazador» станет первой совместной работой Кадзиуры и Масимо со времён первого сезона «Tsubasa: Reservoir Chronicle».